# Louis Brody

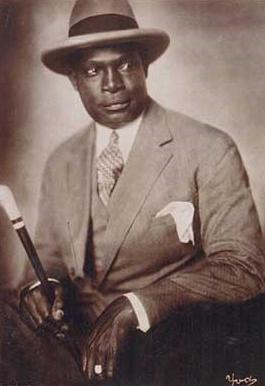
Filmstar und Aktivist Louis Brody

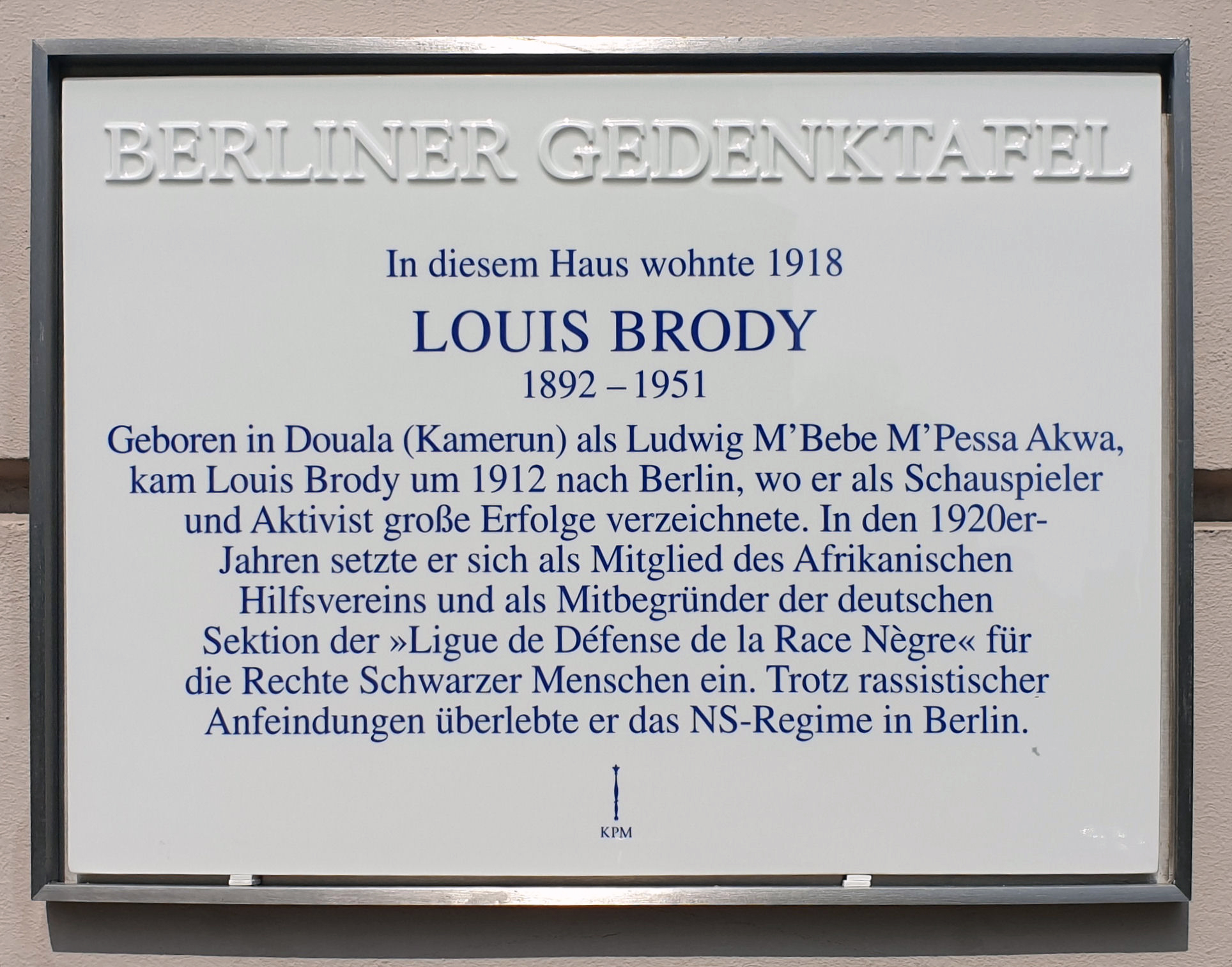
Berliner Gedenktafel am Haus, Kurfürstenstraße 40, in Berlin-Tiergarten

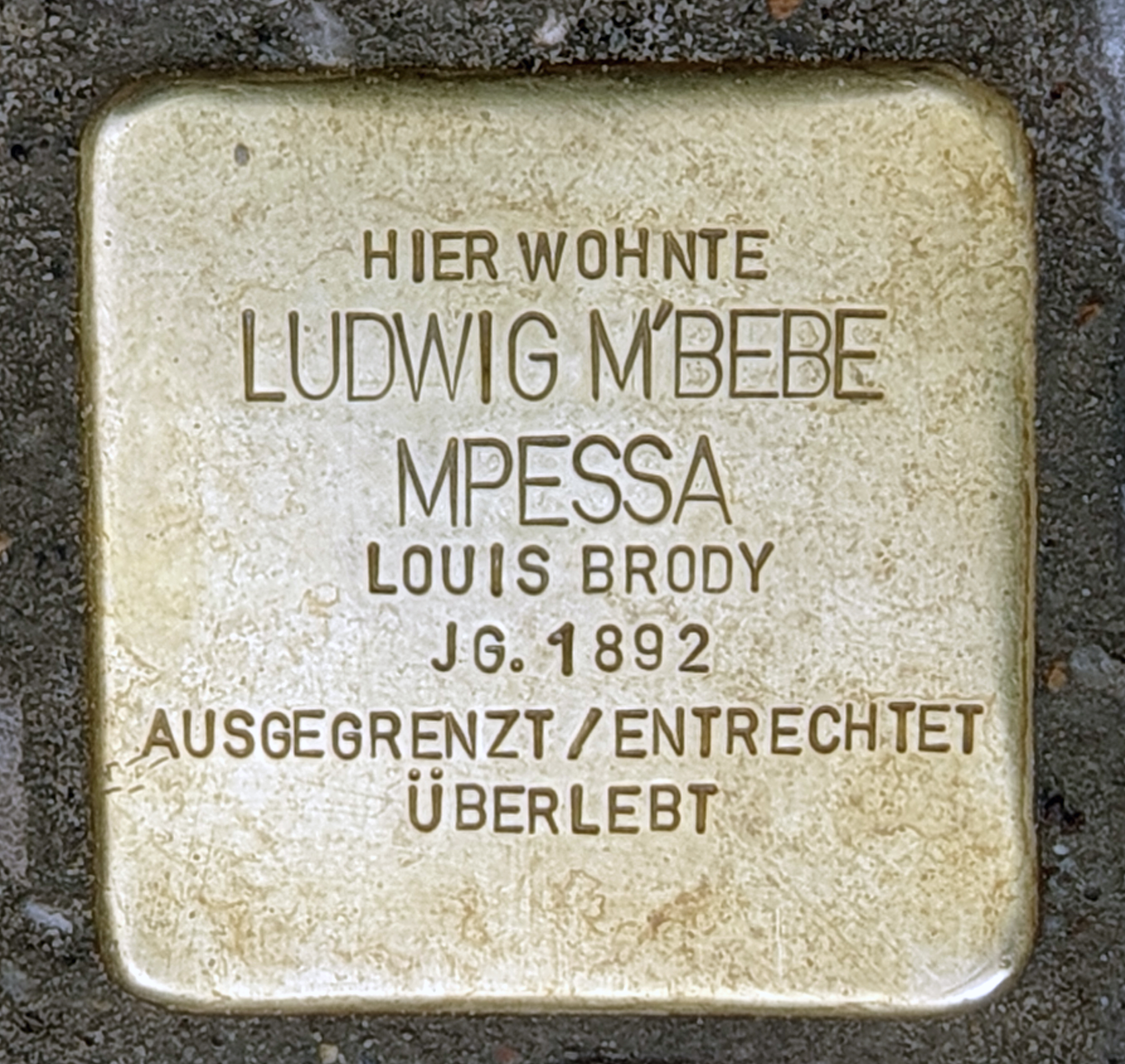
Stolperstein vor dem Haus, Gaudystraße 5, in Berlin-Prenzlauer Berg

Louis Brody (eigentlich Ludwig M’bebe Mpessa, auch Lewis oder Lovis; * 15. Februar 1892 in Douala, deutsche Kolonie Kamerun; † 11. Februar 1951 in Ost-Berlin) war ein staatenloser, in Deutschland lebender und arbeitender Bühnen- und Filmschauspieler, Sänger, Schau-Kämpfer und Polit-Aktivist.

## Leben
In jungen Jahren besuchte Louis Brody die Verwaltungsschule in Bonanjo, Douala und wurde dort von deutschen Missionaren unterrichtet. Dort lernte er Deutsch in Wort und Schrift.
Im Alter von ca. 20 Jahren kam Louis Brody aus dem damaligen deutschen „Schutzgebiet“ Kamerun ins Deutsche Kaiserreich. Im Laufe der Weimarer Zeit etablierte sich Brody als erfolgreicher Bühnen- und Filmschauspieler. Im Gegensatz zu den meisten seiner Zeitgenossen gelang es ihm in den 1920er Jahren, regelmäßig Arbeit zu finden. Er entwickelte sich zu einem der wenigen schwarzen Darsteller, deren Rollen in Filmen oft erwähnt wurden. Sein erster nennenswerter Auftritt erfolgte im Alter von 23 Jahren unter der Regie von Joe May in dessen Joe Deebs-Detektivserie in der Episode Das Gesetz der Mine. May beschäftigte ihn auch in mehreren Teilen der erfolgreichen, exotischen Abenteuerfilmreihe Die Herrin der Welt.
In der folgenden Zeit wirkte Louis Brody in einer Vielzahl von Filmen mit. Er arbeitete mit der UFA und hatte unter anderem Rollen in den Filmen Genuine (1920), Der müde Tod (1921), Ich hatt' einen Kameraden (1926) und Metropolis (1927), welche im Studio Babelsberg gedreht wurden. Im Laufe seiner Karriere arbeitete Louis Brody immer wieder mit prominenten Regisseuren wie Fritz Lang, Alfred Hitchcock und Robert Weine sowie mit Schauspielern wie Hans Albers, Lil Dagover, Lilian Harvey, Peter Lorre und Conrad Veidt zusammen. 1926 trat Brody zusammen mit dem afroamerikanischen Tänzer Louis Douglas und der Sängerin Arabella Fields im Rahmen der Revue „Black People“ auf der Bühne des Metropol-Theaters in Berlin auf. Diese Aufführung tänzerischer und musikalischer Darbietungen stand im Gegensatz zu den typisch stereotypen Rollen, mit denen Brody sonst betraut wurde.
Neben seiner Tätigkeit als Schauspieler engagierte sich Brody für die politische Gleichberechtigung afro-deutscher Menschen in Deutschland. So war er eines von 32 Gründungsmitgliedern des 1918 gegründeten Afrikanischen Hilfsvereins (AH) und Mitglied der 1929 gegründeten deutschen Sektion der Liga zur Verteidigung der Negerrasse. Im Zusammenhang mit der alliierten Besatzung des Rheinlandes nach dem Ersten Weltkrieg wurde Brody zum Anführer und Sprecher der schwarzen Bevölkerung in Deutschland. Der Einsatz von 25-40.000 französischen Kolonialsoldaten aus Nord- und Westafrika und Madagaskar in diesem Gebiet hatte zu einer internationalen antischwarzen Propagandakampagne, der so genannten Schwarzen Schmach, geführt. Im Mai 1921 wandte sich Brody als Vertreter des Afrikanischen Hilfsvereins (AH) in einem offenen Brief an die deutsche Öffentlichkeit. Darin stellte er fest, dass die Kampagne erhebliche negative Auswirkungen auf die afro-deutsche Bevölkerung Deutschlands hatte. Schwarze Deutsche seien verbalen und körperlichen Übergriffen ausgesetzt gewesen.
In dem Brief, der in der B.Z. am Mittag veröffentlicht wurde und über den auch an anderer Stelle berichtet wurde, erinnerte Brody an die jüngste koloniale Vergangenheit Deutschlands und an die Opfer, die Kolonialafrikaner während des Krieges für Deutschland erbracht hatten. In einer aufschlussreichen Passage wandte er sich gegen die rassistischen Darstellungen schwarzer Menschen in den Medien und forderte die deutsche Öffentlichkeit auf, schwarzen Einwohnern mit Respekt statt mit Verachtung zu begegnen: „Wir wollen besonders deutlich machen, dass wir nicht die unmoralische und unkultivierte Rasse sind, wie jetzt in Deutschland allzu oft behauptet wird.“ Er forderte darin auch die deutsche Staatsangehörigkeit für in Deutschland lebende Menschen aus den ehemaligen Kolonien.
Der Übergang von der Weimarer Republik zur Zeit des Nationalsozialismus führte zu immer weniger Beschäftigungsmöglichkeiten für schwarze Entertainer. Nach ihrer Machtübernahme sorgten die Nazis auch dafür, dass die politischen Aktivitäten schwarzer Menschen beendet wurden. Obwohl er ansonsten in Deutschland benachteiligt war und die Nazis verschiedenen schwarzen Künstlern öffentliche Auftritte verboten, fand Brody als etablierter Schauspieler weiterhin gut bezahlte Film- und Bühnenarbeit. Er verdiente in Spitzenzeiten bis zu 100 Reichsmark pro Drehtag. Dies entsprach in etwa dem halben Monatslohn eines Spitzenverdieners. Neben dieser Bühnentätigkeit trat Brody 1936 und 1939 auch mehrfach als Ringer im Circus Krone auf. Für einen Großteil der Nazizeit fungierte das Filmset als sicherer Ort für schwarze Deutsche wie Brody. Später wurde er des Öfteren aufgefordert, die rassifizierte Rolle des afrikanischen Führers in mehreren NS-Kolonialpropagandafilmen zu spielen.
1938 heiratete Brody die Danzigerin Erika Johanna Emilie Diek, eine der beiden Töchter von Mandenga Diek, dem ersten afrikanischen Einwanderer, der die deutsche Staatsbürgerschaft erhielt. Mit Erika bekam Louis Brody 1939 eine Tochter, Beryll Adomako. Trotz weiterer rassistischer Anfeindungen überlebte die Familie das Nazi-Regime und die Bombardierung Berlins. Das Paar trennte sich 1946.
Das Ende des Nationalsozialismus erlebte Louis Brody in Berlin. Danach ging er zur DEFA. Seinen letzten Filmauftritt hatte er 1951 in dem Filmdrama Die letzte Heuer.
Louis Brody starb am 11. Februar 1951, vier Tage vor seinem 59. Geburtstag, in Berlin und wurde auf dem Friedhof Hohenschönhausen bestattet. Sein Grab ist nicht erhalten. Die deutsche Staatsangehörigkeit hat er nie erhalten.

## Gedenken
- Am 8. März 2023 wurden vor seinem ehemaligen Wohnort, Berlin-Prenzlauer Berg, Gaudystraße 5, für ihn und seine Ehefrau Stolpersteine verlegt.
- Am 25. Juli 2024 wurde an seinem ehemaligen Wohnort, Berlin-Tiergarten, Kurfürstenstraße 40, eine Berliner Gedenktafel enthüllt.

## Filmografie
- 1915: Das Gesetz der Mine
- 1919: Der Dolch des Malayen
- 1919/20: Die Herrin der Welt (8 Teile)
- 1920: Genuine
- 1921: Das Geheimnis von Bombay
- 1921: Der Mann ohne Namen (6 Teile)
- 1921: Das indische Grabmal (2 Teile)
- 1921: Der kleine Muck
- 1921: Die Verschwörung zu Genua
- 1921: Der müde Tod
- 1921: Die Insel der Verschollenen
- 1922: Wildnis
- 1922: Homo sum
- 1922: Lebenshunger
- 1925: Irrgarten der Leidenschaft (The Pleasure Garden)
- 1925: Die tolle Herzogin
- 1926: Die Boxerbraut
- 1926: Ich hatt' einen Kameraden
- 1927: Metropolis
- 1927: Mata Hari, die rote Tänzerin
- 1929: Das verschwundene Testament
- 1929: Die Todesfahrt im Weltrekord
- 1931: Calais-Douvres
- 1932: Der weiße Dämon
- 1932: Peter Voß, der Millionendieb
- 1932: Stupéfiants
- 1933: Die Blume von Hawaii
- 1934: Pechmarie
- 1934: Da stimmt was nicht
- 1934: Die Reiter von Deutsch-Ostafrika
- 1935: Stützen der Gesellschaft
- 1937: Das Geheimnis um Betty Bonn
- 1938: Sergeant Berry
- 1938: Der unmögliche Herr Pitt
- 1939: Wasser für Canitoga
- 1939: Kennwort Machin
- 1939: Brand im Ozean
- 1940: Jud Süß
- 1941: Blutsbrüderschaft
- 1941: Carl Peters
- 1941: Ohm Krüger
- 1941: Auf Wiedersehn, Franziska
- 1942: Giungla
- 1942: Vom Schicksal verweht
- 1942: Dr. Crippen an Bord
- 1943: Germanin – Die Geschichte einer kolonialen Tat
- 1943: Münchhausen
- 1943: Herr Sanders lebt gefährlich
- 1943/45: Kolberg
- 1943/47: Quax in Afrika
- 1946: Peter Voss, der Millionendieb
- 1949: Nächte am Nil
- 1950: Schwarzwaldmädel
- 1951: Die letzte Heuer